# Тайландски залив
Тайланският залив или Сиамски залив (на тайски: อ่าวไทย, Ау Тхай) е голям и плитък морски залив на Южнокитайско море между полуостров Малака на запад и югоизточната част на полуостров Индокитай на север и североизток, миещ бреговете на Тайланд, Камбоджа и Виетнам. Площта му възлиза на около 320 000 km². Вдава се на север на 720 km навътре в сушата, ширината на входа му (между нос Камау на североизток и устието на река Келантан на югозапад) е 375 km. Средната дълбочина е 45 m, а максималната – до 80 m. В най-северната му част се влива река Менам-Чао Прая, на която на 30 km от залива е разположена столицата и най-голямото пристанище на Тайланд – Банкок. Приливите са денонощни, с височина до 4 m. Освен Банкок по бреговете му са разположени още множество по-малки градове и пристанища: Чантхабури, Сатахип, Чонбури, Хуахин, Чумпхон, Суратани, Сонгкхла, Патани, Наратхиват (в Тайланд); Кампонгсаом, Кампот (в Камбоджа); Ратзя (във Виетнам).
През последната ледникова епоха Тайландският залив не е съществувал. На днешното му място е била разположена долината на река Менам-Чао Прая. Поради високата температура на водата Тайландският залив е убежище на много коралови рифове и предлага идеални условия за гмуркане. Най-популярната туриситическа дестинация е остров Ко Самуй, част от тайландската провинция Сурат Тани.